# John Karna
John Timothy Karna (Houston, 18 de novembro de 1992) é um ator americano. Ele é mais conhecido pelo papel de Noah Foster na série de televisão Scream.

## Filmografia

### Cinema
| Ano  | Título         | Papel       |  |
| ---- | -------------- | ----------- |  |
| 2012 | Bindlestiffs   | John Woo    |  |
| 2014 | Premature      | Rob Crabbe  |  |
| 2016 | Sugar Mountain | Josh Miller |  |
| 2017 | Lady Bird      | Greg Anrue  |  |

### Televisão
| Ano       | Título                            | Papel        | Nota                     |
| --------- | --------------------------------- | ------------ | ------------------------ |
| 2014      | American Storage                  | Charlie      | Episódio piloto          |
| 2014      | The Neighbors                     | Hank         | Temporada 2, Episódio 15 |
| 2014      | Law & Order: Special Victims Unit | Holden March | Temporada 16, Episódio 4 |
| 2014      | Modern Family                     | Alec         | Temporada 6, Episódio 9  |
| 2015-2016 | Scream                            | Noah Foster  | Elenco principal         |
| 2016      | Chicago Fire                      | Alan         | Temporada 5, episódio 5  |